# Didier Prunac
Pour l’article homonyme, voir Prunac.
Pas d'image ? Cliquez ici

a Compétitions nationales et continentales officielles uniquement.

b Matchs officiels uniquement.
Didier Prunac, né le 10 décembre 1958 à Perpignan, est un joueur de rugby à XIII dans les années 1980 évoluant au poste de pilier ou de troisième ligne.
Il est l'un des acteurs de la période de domination du XIII Catalan sur le Championnat de France dans les années 1980 remportant le titre en 1982, 1983, 1984, 1985 et 1987, ainsi que la Coupe de France en 1985. Ils côtoie en club Guy Laforgue, Francis Laforgue, Ivan Grésèque, Serge Pallarès ou encore Jean-Jacques Cologni.
Ses performances sous le maillot perpignanais l'amènent à être sélectionné à une reprise en équipe de France contre la Grande-Bretagne le 6 mars 1983.

## Biographie
Il est originaire du village de Rasiguères. Après sa carrière sportive, il est à la tête de l'association de supporters des Dragons Catalans nommée « Els Dracs ».

## Palmarès
- Collectif :
  - Vainqueur du Championnat de France : 1983, 1984, 1985 et  1987 (XIII Catalan).
  - Vainqueur de la Coupe de France : 1985 (XIII Catalan).
  - Finaliste du Championnat de France : 1986 et 1988  (XIII Catalan).
  - Finaliste de la Coupe de France : 1983 et 1987 (XIII Catalan).

### Détails en sélection
| 1. | 6 mars 1983 | Grande-Bretagne | 5-17 | Test-match | Remplaçant | - | - | - | - |